# Luca Castellazzi
Luca Castellazzi sinh ngày 19 tháng 6 năm 1975, là 1 thủ môn kì cựu người Ý chơi cho Torino.